# 阿尔加尔德梅萨
阿尔加尔德梅萨，是西班牙卡斯蒂利亚-拉曼恰瓜达拉哈拉省的一个市镇。总面积24平方公里，总人口84人（2001年），人口密度4人/平方公里。